# 理想・L9
理想L9（中：理想L9、英：Li auto L9）は、理想汽車が製造・販売するPHEVのフルサイズSUVである。
全電気航続距離は190 km(WLTCモード)で、PHEVにおいてトップクラスの距離である。レンジエクステンダーとして発電機用のエンジンも付いており、合わせた航続距離は1,100 kmになる。

## 歴史
2022年3月にオンラインで存在が明らかにされ、同6月に公式発表。8月から納車を始めるとした。
予約開始から3日間で3万台を超えたことがアナウンスされた。

## 仕様
この車種は、レンジエクステンダーやPHEVに分類される。ボディサイズは、メルセデス・ベンツ『GLS』やBMW『X7』などと同クラスである。

### 動力
フロントに130kW（170ps）のモーター、リアに200kW（270ps）のモーターの2つの電気モーターを搭載している。総出力は440kW（440 hp）、620 N・m。最高速度180 km/h、0-100 km/h加速は5.3秒。
バッテリーは44.5 kWの三元系リチウム電池を積んでおり、全電気航続距離は190 km(WLTCモード)。急速充電では、20%から80%まで30分で充電する。
1.5リッター4気筒ターボガソリンエンジンをフロントに搭載し、ガソリンタンク容量は65 L。ガソリンエンジンは電気モーターのレンジエクステンダーであり、車輪を直接駆動するものではない。

### 装備

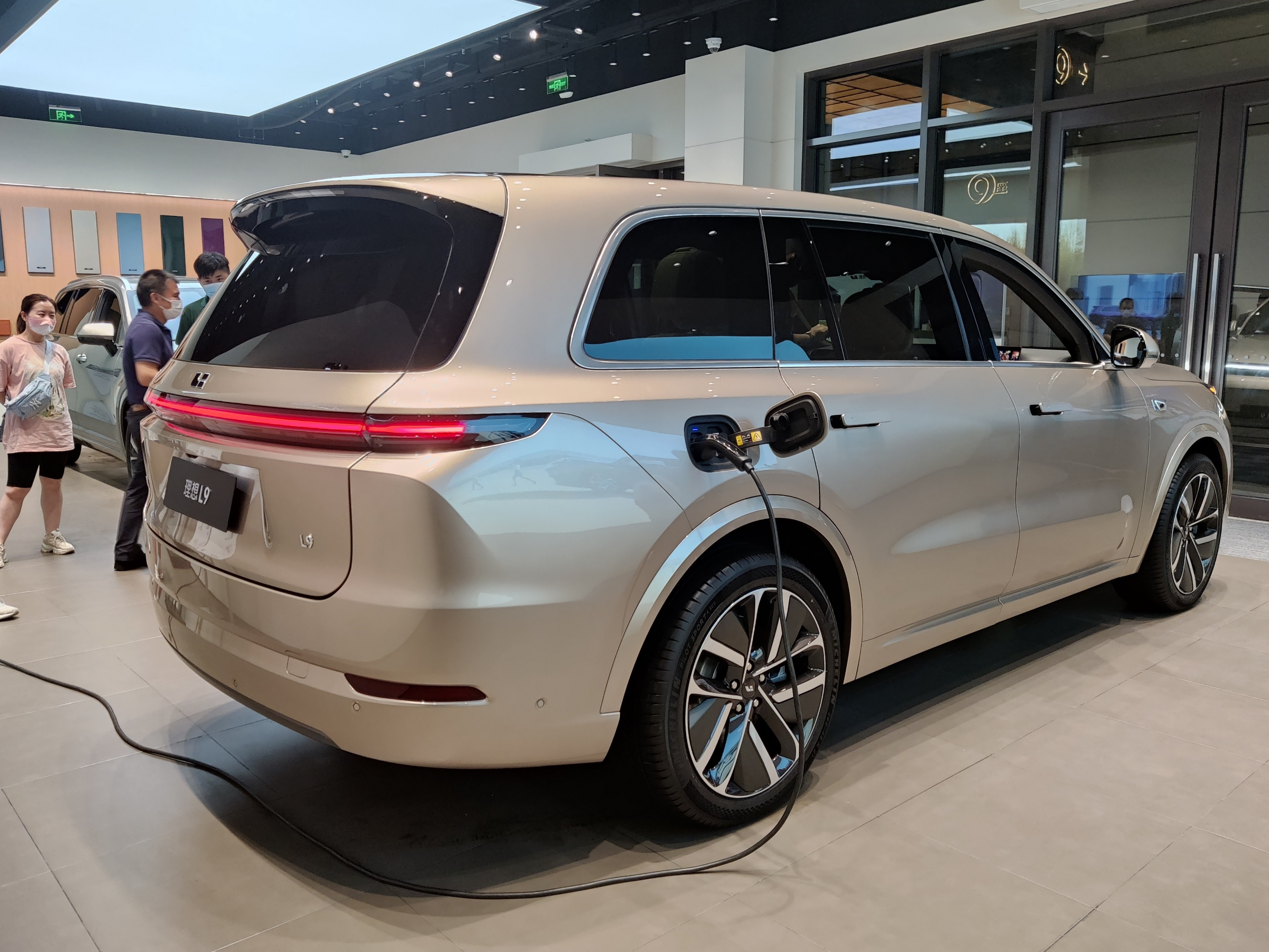
充電中の理想L9

ヘッドアップディスプレー（HUD）、ステアリングホイールおよびセンターコンソール上のディスプレーに加え、助手席と後部座席にもエンターテインメント用のディスプレーが備えられている。また、全席に温熱マッサージシートと電動プリテンショナーシートベルトが、後部座席には冷温庫や小型テーブルなどが装備されている。
ADASについては、自社開発ADASとなるLi AD Maxを標準装備。フロントには走査線128ラインのLiDAR 1台、8メガピクセルカメラ6台、2メガピクセルカメラ5台、前方ミリ波レーダー1台、超音波センサー12台を搭載し、車両の周囲と遠くの物体の両方を360度検出する。さらに、NVIDIA製の自動運転チップ「Orin-X」2個を採用し、総演算能力508TOPSと冗長構成を実現している。これにより、自動駐車、都市内のスマート走行、オートパイロットなどの機能を提供する。